# Friedrichsthal (Saarland)
Friedrichsthal, és una ciutat de la comunitat regional de Saarbrücken a l'estat federat alemany de Saarland. Està situada a 13 km al nord-est de Saarbrücken.
El 1723, el lloc va ser fundat amb una fosa de vidre pel comte Frederic Lluís de Nassau-Ottweiler.

## Persones il·lustres
- Johannes Driessler (1921-1998), compositor
- Manfred Römbell (1941-2010), escriptor